# Алексеевский монастырь (Рига)
Алексе́евский мужско́й монасты́рь — ныне не существующий православный мужской монастырь Русской православной церкви.

## История
В 1255 году на этом месте был основан женский цистерианский монастырь, где в конце XIII — начале XIV века был возведён храм святой Марии Магдалины, перестроенный в XV веке. Колокольни не было, облик храма был простой и ясный, единый объём был решён в традициях цистерианцев.
Цистерианский монастырь существовал до 1583 года, когда наступили годы Реформации, времена польского и шведского правлений. Шведы устроили в монастыре монетный двор, а церковь превратили в гарнизонную лютеранскую церковь, пристроив пятигранную алтарную апсиду.
В 1710 году во время осады Риги русскими войсками в церкви случился пожар, интерьер выгорел, но каменные стены сохранились. После победы в Северной войне по указу Петра I храм был восстановлен, освящен во имя св. Алексия человека Божия, и передан православным как гарнизонная церковь.
По определению Святейшего Синода от 19-26 апреля 1896 года был учреждён при Архиерейском доме в Риге был учреждён монастырь, с закрытием Алексеевского прихода и обращением бывшей приходской церкви во имя святого Алексия, человека Божия, в монастырскую церковь.
Открытие штатного 2-го класса монастыря с ежедневным богослужением совершилось 1 июля 1896 года. Первым настоятелем монастыря был назначен эконом архиерейского дома архимандрит Иннокентий, на долю которого выпали труды по первоначальному устройству монастыря.
Для нужд монастыря были перестроены здания вблизи церкви, образовался замкнутый квартал монастырского комплекса. Монастырь был обустроен как резиденция правящих архиереев. Обновленный храм имел богатое убранство: иконостас прекрасной столярной работы с витыми колоннами и золочёным декором, большое собрание икон, древние богослужебные книги, художественно ценную утварь.
Во время Первой мировой войны, когда немецкие войска заняли Ригу, здесь совершались католические богослужения для немецких солдат, позже храм захватили немцы-католики, жившие в Риге, наконец в 1923 году комплекс православного монастыря по заключенному соглашению (конкордату) между правительством Латвийской республики и Римским папой был передан католической Церкви.
Было восстановлено первоначальное посвящение церкви св. Марии Магдалине, храм и монастырские здания опять перестроены. На крыше церкви была демонтирована башенка с главой, колокольня была понижена до трех ярусов и увенчана характерным узким шатром-шпилем, в интерьере установлены новые алтари согласно католическому канону. Орнаментальный декор стен и плоского потолка, вероятно, был сохранен, так как в стиле орнаментов читаются византийские и православные мотивы. Богатый православный иконостас был демонтирован, передан Православной Церкви.
Детали иконостаса позже неоднократно использовались в разных православных храмах Латвии для обустройства интерьеров. В 1990-е годы витые колонны Алексеевского иконостаса нашли своё место в интерьере восстановленной церкви святого Симеона и Анны в Елгаве. Эти колонны были сохранены заботами священника Серафима Шенрока и установлены в новом иконостасе, алтарном и пристенном киотах елгавского храма.